# Rio Matapi
Rio Matapi är ett vattendrag i Brasilien.   Det ligger i delstaten Amapá, i den norra delen av landet, 1 800 km norr om huvudstaden Brasília.
Omgivningarna runt Rio Matapi är en mosaik av jordbruksmark och naturlig växtlighet.